# ديفيد بولكومب
السير ديفيد تشارلز بولكومب FRS FMedSci (مواليد 1952) عالم نباتات بريطاني وعالم وراثي. اعتبارًا من عام 2017، أصبح أستاذ أبحاث الجمعية الملكية وأستاذًا ريجوسًا لعلم النبات في قسم علوم النبات بجامعة كامبريدج.